# C/2007 Q3 (Siding Spring)
 C/2007 Q3 (Siding Spring) – kometa najprawdopodobniej jednopojawieniowa. Prawdopodobnie nie wróci w okolice Słońca.

## Odkrycie i obserwacje komety
Kometę zaobserwowała po raz pierwszy w 2007 r. australijska astronom Donna Burton. 7 października 2009 roku przeszła ona przez peryhelium swej orbity.

## Orbita komety
C/2007 Q3 porusza się po orbicie w kształcie hiperboli o mimośrodzie 1,0002. Jej peryhelium znajdowało się w odległości 2,25 j.a. od Słońca. Nachylenie jej orbity do ekliptyki wynosi 65,65˚.

## Rozpad jądra komety
Na zdjęciach wykonanych w marcu 2010 roku widać rozpadające się jądro tej komety.